# 塔吉克阿巴提镇
塔吉克阿巴提镇，是中华人民共和国新疆维吾尔自治区喀什地区塔什库尔干塔吉克自治县下辖的一个乡镇级行政单位。

## 行政区划
塔吉克阿巴提镇下辖以下地区：
达乌来特迭村、瑙阿巴提村、萨尔布合村和四村。